# 瑞德數位電影攝影機公司

圖為由NTSC至28K視像解像度的比例圖。RED ONE的原生解像度以淡紫色表示。更高的解像度為未來規劃中的發展。

瑞德數位電影攝影機公司（英語：Red Digital Cinema Camera Company），或簡譯為RED公司，為美國一家專門為專業及電影用數碼攝影開發攝影機的廠商，由Oakley公司創辦人吉姆‧賈姆德創立及投資。賈姆德曾向外界表示有意去重新開發攝影機市場。
RED公司旗下主要產品為RED ONE，可以以4096×2304（水平×垂直）像素（相當於4K規格），直接以閃存或硬碟記錄影像。RED ONE配備了一枚單片式Super 35片幅的CMOS感應器，以及業界標準的阿萊PL接環。
2008年11月13日，RED公司發表了大型攝影格式，包括計劃開發的28000水平像素，261百萬像素面積的影像感應器。
2024年3月7日，日本相機廠商尼康宣佈全資收購RED公司。

## RED ONE

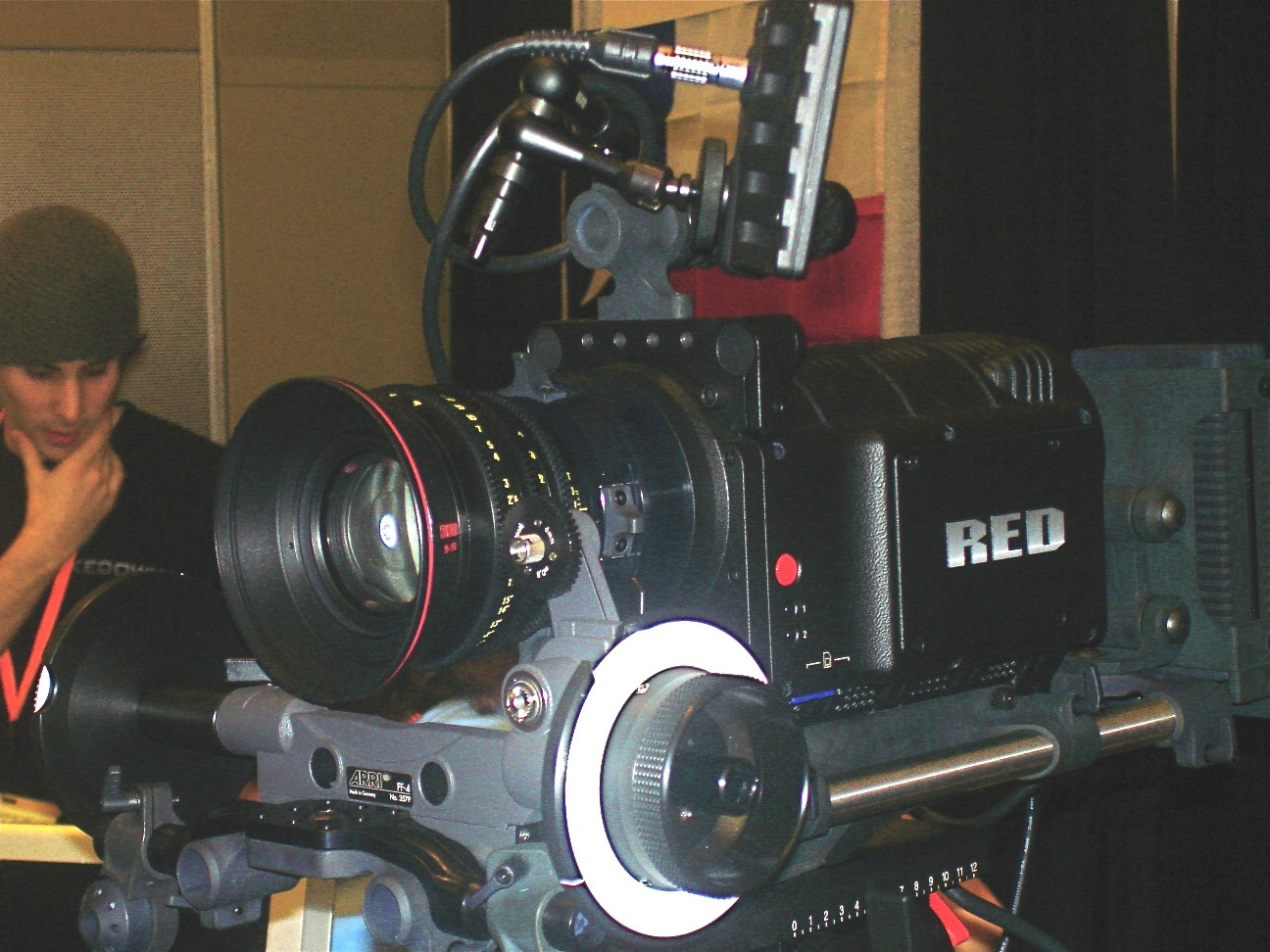
一部簡單配置的RED ONE攝影機

RED ONE攝影機（大中華地區有譯作「紅一」）為RED公司的第一個產品，於2006年發表，2007年正式推出。機中配備了為12百萬像素拜爾陣列，自家開發的Mysterium CMOS影像感應器。其面積為24.4毫米乘13.7毫米，4520×2540主動像素，於一般環境下以4096×2304像素記錄影像。Mysterium感應器相當於16:9比例的35毫米底片有效面積，可以得到和Super 35格式相同的視角及景深。
此外，攝影機於2K解析度記錄時，可容許以裁切方式模擬Super 16格式拍攝，使其可以用Super 16格式鏡頭，但影像質素會產生明顯的下降。
RED公司發佈了其影像感應器的訊噪比大於66分貝，及合共11.3光圈級數的動態範圍。其預設感光度為ISO 320。

### 鏡頭接環
RED ONE配備了可交換鏡頭接環——阿萊PL接環，為業界35毫米及16毫米電影攝影機所流通的標準。此外原廠更提供B4接環（用於2/3寸CCD格式）及尼康F接環的轉接器。另外，也有至少兩間第三方廠商提供佳能EF接環轉接器，可控制佳能鏡頭的所有電子控制功能。

### 記錄格式
RED ONE可以以不同解像度拍攝，並以專利格式「REDCODE」記錄。所有格式皆為逐行掃瞄。
| 解像度                                                                                 | 影格速率     |
| -------------------------------------------------------------------------------------- | ------------ |
| 4.5K WS (4,480×1,920)                                                                  | 1–30 (可變)  |
| 4K 16:9 (4,096×2,304), 4K 2:1 (4,096×2,048), 4K HD (3,840×2,160), 4K ANA (2,816×2,304) | 1–30 (可變)  |
| 3K 16:9 (3,072×1,728), 3K 2:1 (3,072×1,536), 3K ANA (2,112×1,728)                      | 1–60 (可變)  |
| 2K 16:9 (2,048×1,152), 2K 2:1 (2,048×1,024), 2K ANA (1,408×1,152)                      | 1–120 (可變) |

RED ONE不會以標清或高清解像度記錄。但是由於攝影機以RAW影像方式記錄，可以以REDCINE軟件將4K影像縮小至高清解像度。

### 壓縮方式及工作流程
「REDCODE RAW」是一種可變位元率的小波壓縮編解碼器，在機器記錄影像時，容許將4,096×2,304像素的RAW感應數據有效地進行壓縮。推出初期提供了兩款傳輸率，一款為最大28 MB/s (224 Mbps)，以及一款為最大36 MB/s (288 Mbps)；最新的更新更容許傳輸率提升至42 MB/s (336 Mbps)。和感應器所捕捉的未壓縮數據比較，這些位元率分別代表了12:1、9:1及8:1的壓縮比例。
REDCODE是一種以數學上有損數據壓縮的編解碼器，代表了其數據解壓不會完全還原攝影機所捕捉的原本影像資料。RED公司聲稱REDCODE為「視覺上無損的」，暗示了在一般裸眼之下資訊損失是看不見的。可是，於製造商的討論區上已有一些樣本圖片展示出細節上明顯的人工特徵。由於REDCODE和CineForm RAW及JPEG 2000相似，都是小波壓縮編碼，其人工特徵的本質是不同於傳統壓縮演算中的「起塊」（英語：blocking）情況。

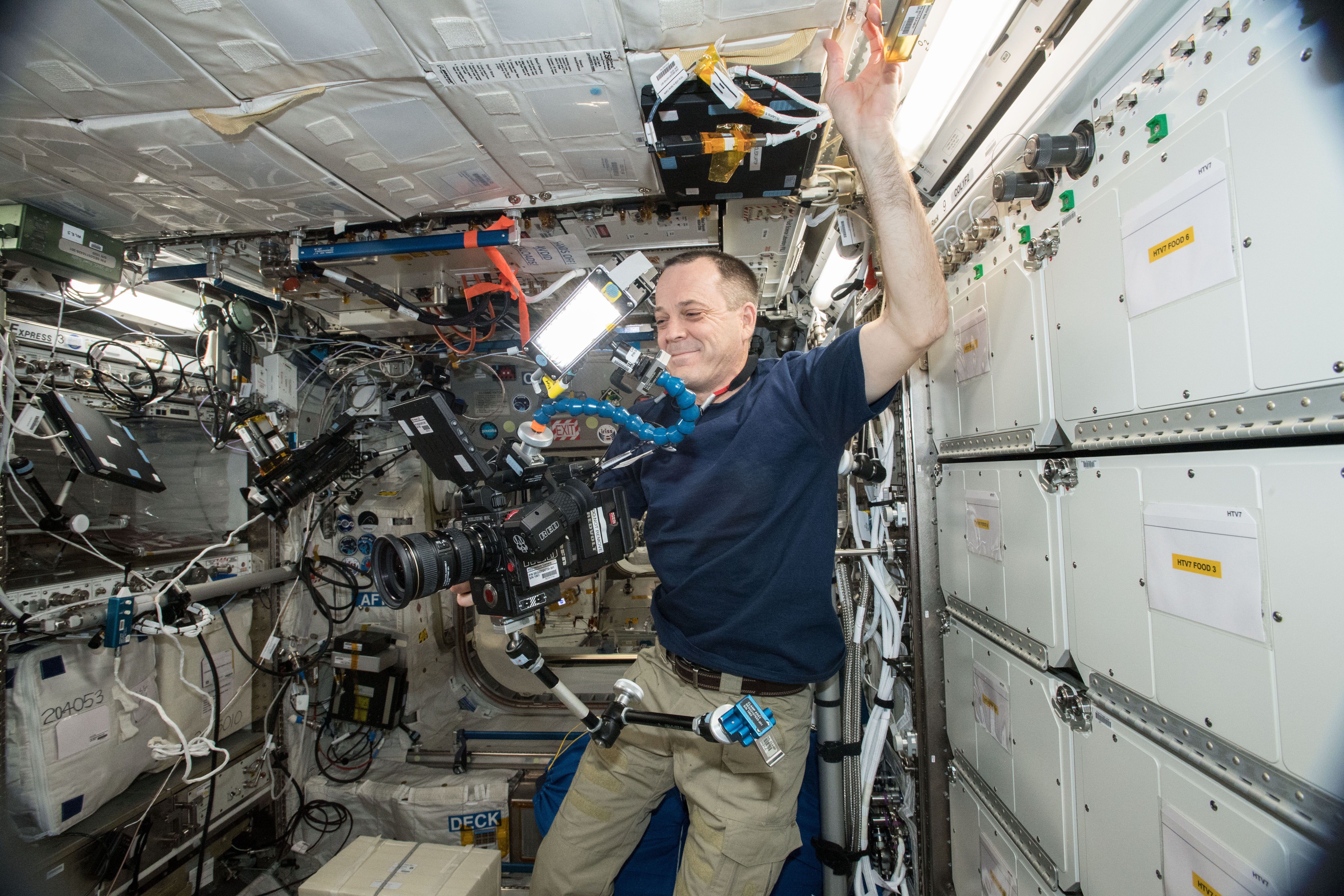
在國際太空站使用RED攝影機

有別於一般攝影機只記錄RGB三原色數據，RED攝影機和Dalsa Origin及Silicon Imaging等相似，也會記錄RAW數據。RAW數據記錄容許白平衡、伽瑪及其他影像處理參數等，可以在後期製作中調整。在攝影機進行上述調整並不影響實際記錄的RAW數據，只會套用在監視器輸出上，以及以元資料方式嵌入記錄的影像資料中。
以RED的RAW處理流程工作的其他結果，是其影像資料必須以反馬賽克演算法處理，才可得出可見影像。RED提供了一個QuickTime元件，容許在QuickTime上跳過轉碼程序，以實時快速反馬賽克，供予應用程式剪接。高質素輸出時，可以以REDCINE-X或RedAlert!軟件轉碼輸出，配合Red Rocket擴展卡以達至實時輸出。現時該QuickTime元件不能在Windows上執行，只支援Intel處理器的Mac OS X版本。
在一般規格的電腦處理4K影像檔案，對於處理器上是非常吃力的。但由於REDCODE是小波壓縮編碼，容許以上述方式建立多種更小解像度的視頻輸出。這表示一個4K影像檔案可以不用完全解碼及接着縮放，而直接提供2K、1K以及0.5K解像度的視頻。在不支援以上功能的QuickTime以及其他應用程式上，影像檔案可以產生「參考視頻」。「參考視頻」為一個沒有影像數據的檔案，但提供了切入原始影像數據的錨點，如Proxy檔案一樣。舉一個例，在Final Cut Pro中，可以匯入QuickTime參考視頻，喚出其4K影像檔案的縮小畫面版本。這樣可以省略以已轉碼的視頻剪接，而直接以原始影像檔案剪接及輸出。

### 程式兼容性
目前，蘋果公司的Final Cut Pro可以在已安裝編解碼器後使用REDCODE檔案（以QuickTime封裝）。Assimilate Scratch為最早第一款原生支援REDCODE檔案的商用程式，後續版本亦繼續支援。
Adobe的Premiere及After Effects等視像程式從CS4起原生支援REDCODE檔案（.R3D副檔名），其插件是RED公司官方支援的。
Sony的Vegas Pro於9.0版本起，可以原生剪接.R3D檔案，及容許實時預覽配合元資料調整的RAW影像。

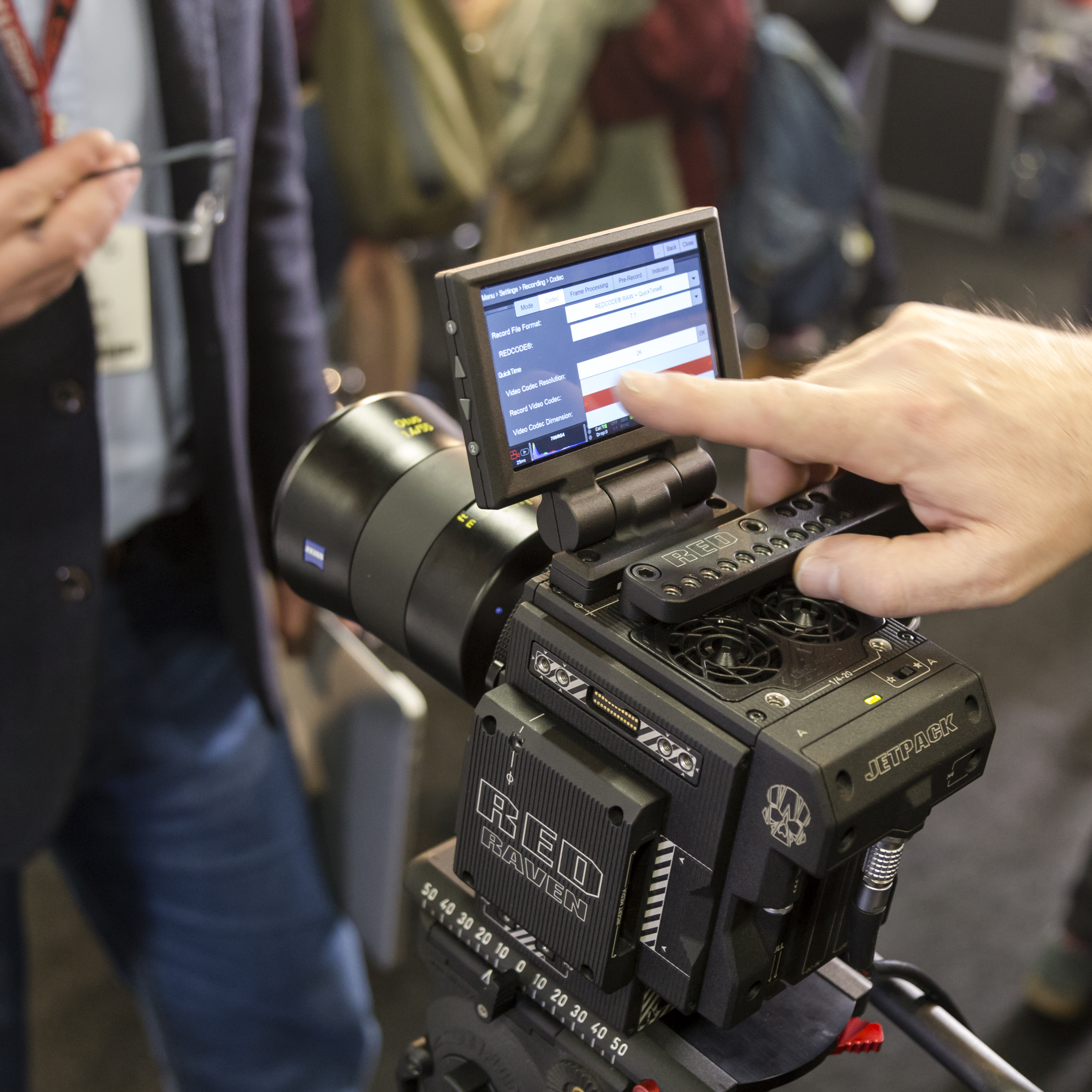

### 鏡頭
RED提供了一系列RED品牌PL接環的定焦及變焦鏡頭。此外，RED ONE也可以裝上其他廠商生產的專業級電影鏡頭，如蔡司、庫克、萊卡（Summilux-C）等。
另外加上轉接器更可安裝尼康、佳能等攝影鏡頭。

### 聲音記錄
Red One攝影機提供四組TA3接頭，可以記錄四聲道24位元48 kHz數碼音頻，更支援幻象電源電力供應。

### 物理規格
RED ONE攝影機重量約10磅（4.5公斤），體積為12.02寸長、6.34寸長高、5.2寸闊（30厘米×16厘米×13厘米）。

### 韌體更新
RED在付運攝影機中已安裝內置程式，容許以韌體更新方式追加新功能及修理漏洞。現時的韌體版本為組建30版本。自初期推出後，新的韌體版本可記錄音頻、容許高影格速率攝影及提升影像質素，以及其他功能。

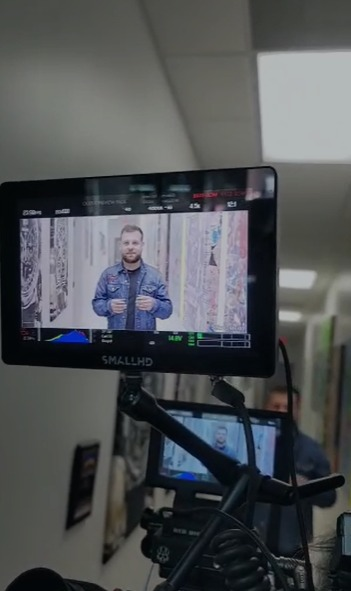
2023年，於迈阿密使用RED攝影機

### 應用RED ONE拍攝的電影
2010年美國電影《社群網戰》以RED ONE攝影機4K拍攝。2009年的《地球毀滅密碼》也以此拍攝。
《加勒比海盜：魔盜狂潮》也以RED攝影機4K拍攝。

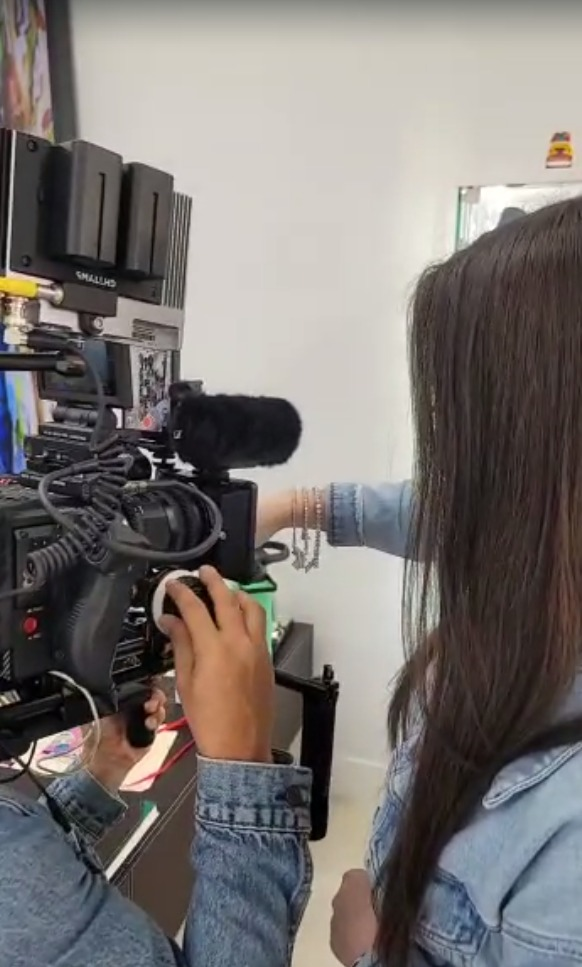
CRM MIAMI 迈阿密 2023 2.1 subscribers TIKTOK

#### RED ONE在香港
在香港，第一部以RED ONE攝影機拍攝的香港電影為《志明與春嬌》。其他的電影有：
- 《前度》
- 《為你鍾情》
- 《東風破》
- 《李小龍》
- 《狄仁傑之通天帝國》
- 《安非他命》（部分）
- 《最強囍事》（部分）
- 《開心魔法》
- 《龍門飛甲》
- 《大鬧天宮》

## 外部連結
- 維基教科書中電影製作手冊：Red Camera
- RED Digital Cinema （页面存档备份，存于）
- 官方討論區 （页面存档备份，存于）
- Insides of a RED EPIC-M （页面存档备份，存于）